# Kazimierz Daszkiewicz
Kazimierz Antoni Daszkiewicz (ur. 17 stycznia 1893 we Lwowie, zm. 10 marca 1972 w Warszawie), wojskowy polski, bibliotekarz i bibliograf, współtwórca Centralnej Biblioteki Wojskowej.
Służył w Legionach Polskich. W 1917 wspólnie z Wacławem Tokarzem organizował Bibliotekę Komisji Wojskowej Tymczasowej Rady Stanu w Warszawie, początkowo działającą przy Wojskowym Instytucie Naukowo-Wydawniczym (którego szefem był Tokarz); do 1921 Daszkiewicz był bibliotekarzem tej instytucji, przekształconej w 1919 w Centralną Bibliotekę Wojskową. W 1918 ukończył we Lwowie studia wyższe. Na potrzeby bibliotekarstwa wojskowego opracował Regulamin Biblioteki Komisji Wojskowej i Instrukcję dla bibliotekarzy pułkowych. Z Januszem Gąsiorowskim opracował Polską bibliografię wojskową, wydaną w latach 1921-1923, wcześniej publikowaną na łamach "Bellony". Również w "Bellonie" ogłosił artykuł Biblioteka Komisji Wojskowej (1918).
Przed II wojną światową pracował jako redaktor w wydawnictwach Gebethner i Wolff oraz Trzaska, Evert i Michalski; po wojnie był związany z redakcją popularnonaukową Ludowej Spółdzielni Wydawniczej. Wspólnie ze Stanisławem Jarkowskim opublikował Bibliografię ważniejszych prac dotyczących prasy polskiej (1922).
Źródła:
- Hanna Tadeusiewicz, Kazimierz Daszkiewicz, w: Słownik pracowników książki polskiej, Suplement, Państwowe Wydawnictwo Naukowe, Warszawa 1986